# 藤井優志
藤井 優志（ふじい まさし、1974年1月14日 - ）は、石川県七尾市（旧能登島町）出身の元プロ野球選手（捕手）。

## 来歴・人物
金沢高では2年の選抜高校野球へ出場したが1学年上に中居殉也がいて控え選手であった。2年秋と3年春は松井秀喜がいた星稜高に県大会決勝で勝利したが3年夏は県大会ベスト8。大阪学院大学へ進学。関西六大学野球リーグでの通算成績は72試合出場、256打数79安打、打率.309、10本塁打、49打点。1995年ドラフト3位で中日ドラゴンズに入団。遠投120メートル、背筋力240キログラムという身体能力に加え、大学時代には首位打者、最優秀選手1回、ベストナインを4回獲得という強肩・強打の捕手という触込みだった。
しかし、同時期の中日には中村武志、鈴木郁洋、谷繁元信といった捕手がいたためその厚い壁に阻まれることとなる。さらに、守備よりも打撃を得意としたため2軍では捕手の他に一塁手や外野手として出場することもあった。
2000年には得意の打撃で中日ドラゴンズのウエスタンリーグ優勝を決めるサヨナラ本塁打を放っている。
2002年に現役引退。結局、得意の打撃でも一軍で安打を放つことはできなかった。
2003年から2013年までは中日ドラゴンズのブルペン捕手兼二軍用具補佐を務めた。

## 詳細情報

### 年度別打撃成績
| 年 度     | 球 団     | 試 合 | 打 席 | 打 数 | 得 点 | 安 打 | 二 塁 打 | 三 塁 打 | 本 塁 打 | 塁 打 | 打 点 | 盗 塁 | 盗 塁 死 | 犠 打 | 犠 飛 | 四 球 | 敬 遠 | 死 球 | 三 振 | 併 殺 打 | 打 率 | 出 塁 率 | 長 打 率 | O P S |
| --------- | --------- | ----- | ----- | ----- | ----- | ----- | -------- | -------- | -------- | ----- | ----- | ----- | -------- | ----- | ----- | ----- | ----- | ----- | ----- | -------- | ----- | -------- | -------- | ----- |
| 1998      | 中日      | 3     | 5     | 3     | 1     | 0     | 0        | 0        | 0        | 0     | 0     | 0     | 0        | 0     | 0     | 2     | 0     | 0     | 2     | 0        | .000  | .400     | .000     | .400  |
| 2000      | 中日      | 1     | 1     | 1     | 0     | 0     | 0        | 0        | 0        | 0     | 0     | 0     | 0        | 0     | 0     | 0     | 0     | 0     | 0     | 0        | .000  | .000     | .000     | .000  |
| 通算：2年 | 通算：2年 | 4     | 6     | 4     | 1     | 0     | 0        | 0        | 0        | 0     | 0     | 0     | 0        | 0     | 0     | 2     | 0     | 0     | 2     | 0        | .000  | .333     | .000     | .333  |

### 年度別守備成績
| 年 度 | 捕手 | 捕手   | 捕手   | 捕手   | 捕手   |
| 年 度 | 試合 | 企図数 | 許盗塁 | 盗塁刺 | 阻止率 |
| ----- | ---- | ------ | ------ | ------ | ------ |
| 1998  | 2    | 2      | 2      | 0      | .000   |
| 通算  | 2    | 2      | 2      | 0      | .000   |

### 記録
- 初出場：1998年10月10日、対横浜ベイスターズ26回戦（横浜スタジアム）、7回裏に鶴田泰の代打として出場
- 初打席：同上、7回表に関口伊織の前に捕飛
- 初先発出場：1998年10月10日、対横浜ベイスターズ27回戦（横浜スタジアム）、8番・捕手として先発出場

### 背番号
- 36 （1996年 - 2002年）
- 122 （2003年）
- 97 （2004年 - 2009年）
- 102 （2010年 - 2013年）